# Labastide-Saint-Sernin
Labastide-Saint-Sernin (okzitanisch La Bastida de Sant Sarnin) ist eine französische Gemeinde im Département Haute-Garonne in der Region Okzitanien. Sie gehört zum Arrondissement Toulouse und zum Kanton Pechbonnieu. Die 1.946 Einwohner (Stand: 1. Januar 2022) werden Labastidiens genannt.

## Geographie
Labastide-Saint-Sernin ist eine frühere Bastide etwa 14 Kilometer nördlich von Toulouse am Girou. Umgeben wird Labastide-Saint-Sernin von den Nachbargemeinden Gargas im Norden, Villariès im Osten und Nordosten, Montberon im Süden und Südosten, Pechbonnieu im Süden, Gratentour im Südwesten sowie Cépet im Westen.
Entwässert wird die Gemeinde durch mehrere kleine Wasserläufe, die nach Norden fließen und in den Girou münden, der hier von Ostsüdosten nach Westnordwesten verläuft.

## Bevölkerungsentwicklung
| Jahr                       | 1962 | 1968 | 1975 | 1982 | 1990 | 1999 | 2011 | 2020 |
| Einwohner                  | 181  | 380  | 603  | 980  | 1208 | 1329 | 1820 | 1954 |
| Quellen: Cassini und INSEE |      |      |      |      |      |      |      |      |

## Sehenswürdigkeiten

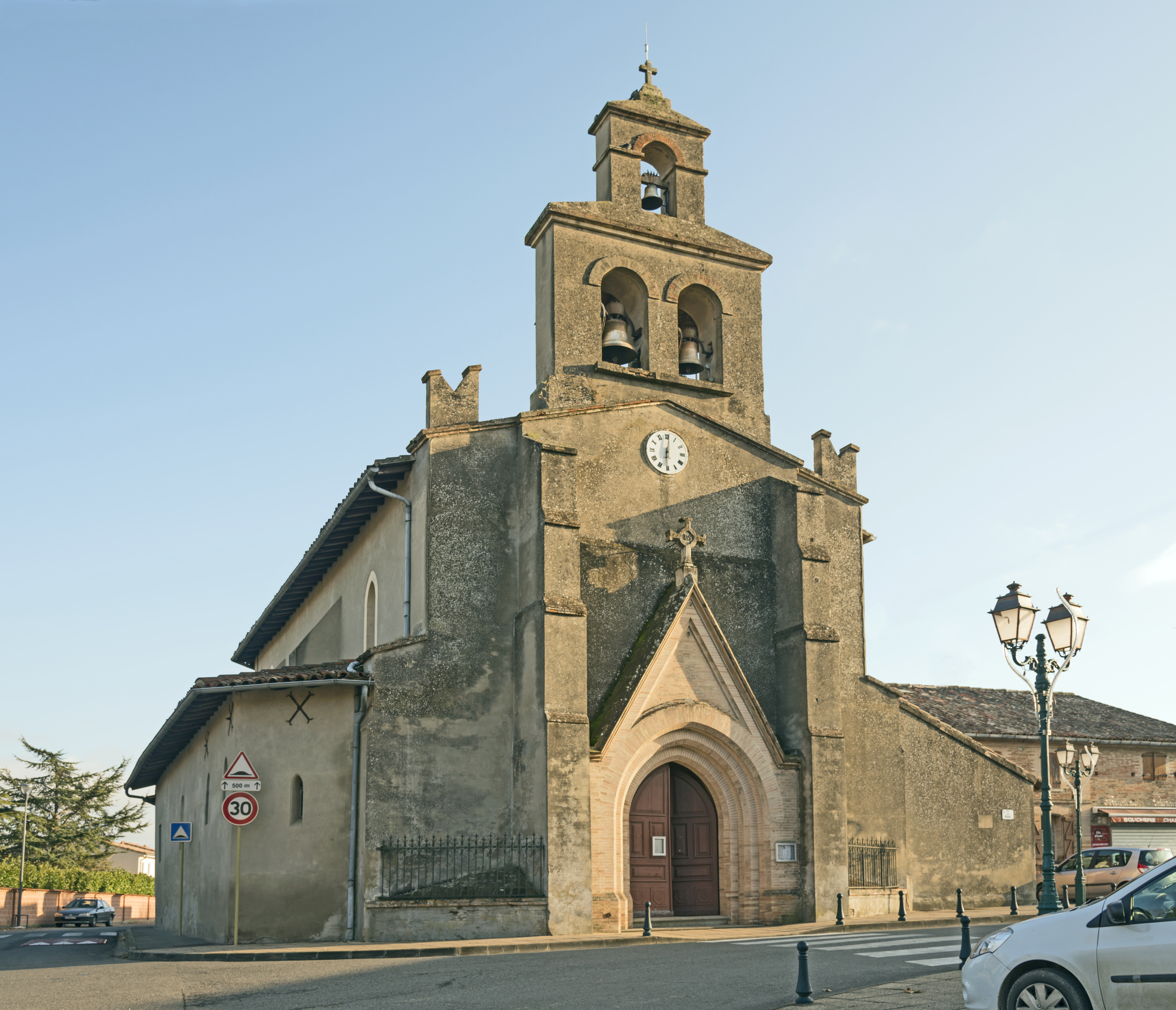
Kirche Saint-Sernin

- Kirche Saint-Sernin